# كيفان براون
كيفان براون (بالإنجليزية: Kevan Brown)‏ (2 يناير 1966 في المملكة المتحدة - ) هو لاعب كرة قدم بريطاني في مركز الدفاع. لعب مع برايتون أند هوف ألبيون ونادي ساوثهامبتون ويوفل تاون ونادي وكينغ ونادي ألدرشوت.

## وصلات خارجية
- كيفان براون على موقع قاعدة بيانات كرة القدم.إي يو (الإنجليزية)
- كيفان براون على موقع Soccerbase.com (لاعب) (الإنجليزية)